# Knežja Lipa
Knežja Lipa je naselje u slovenskoj Općini Kočevju. Knežja Lipa se nalazi u pokrajini Dolenjskoj i statističkoj regiji Jugoistočnoj Sloveniji. 

## Stanovništvo
Prema popisu stanovništva iz 2002. godine naselje je imalo 26 stanovnika.